# Adrian Piț
Adrian Florin Piţ (Arad, 16 de julho de 1983) é um futebolista romeno. Joga atualmente na Roma.